# Vál
Vál là một thị trấn thuộc hạt Fejér, Hungary. Thị trấn này có diện tích 40,48 km², dân số năm 2010 là 2510 người, mật độ 62 người/km².